# NGC 277
NGC 277 es una galaxia elíptica de la constelación de Cetus. 
Fue descubierta el 8 de octubre de 1864 por el astrónomo Heinrich Louis d'Arrest.